# Enrico Simonetti
Enrico Simonetti (Alassio, 29 de janeiro de 1924 – Roma, 28 de maio 1978) foi um maestro, pianista e compositor italiano. Se diplomou como pianista peio Conservatório de Santa Cecilia, em Roma.
Viveu em São Paulo (Brasil) de 1952 até 1961, apresentando um popular programa na TV Excelsior intitulado "Simonetti Show", com Lolita Rodrigues, dirigido pelo então um jovem estreante Jô Soares. Em seu programa Simonetti também se apresentava como músico.
Quebrou um paradigma, pois os músicos também participavam ativamente dos vários quadros humorísticos, o que dava uma dinâmica até então inédita em programas musicais. Destacavam-se Edgar, na guitarra, Capacete no baixo acústico, e Bolão no saxofone. 
Simonetti compôs a música da minissérie Presença de Anita da TV Globo, do Hino de Brasília não oficial e dos filmes Veneno (1953), Floradas na Serra (1954), Absolutamente Certo (1957) e Cara de Fogo para a Vera Cruz. Como autor de trilhas sonoras para o cinema recebeu dois prêmios "Saci", de O Estado de S. Paulo e um prêmio "Governador do Estado".

## Prêmios e indicações

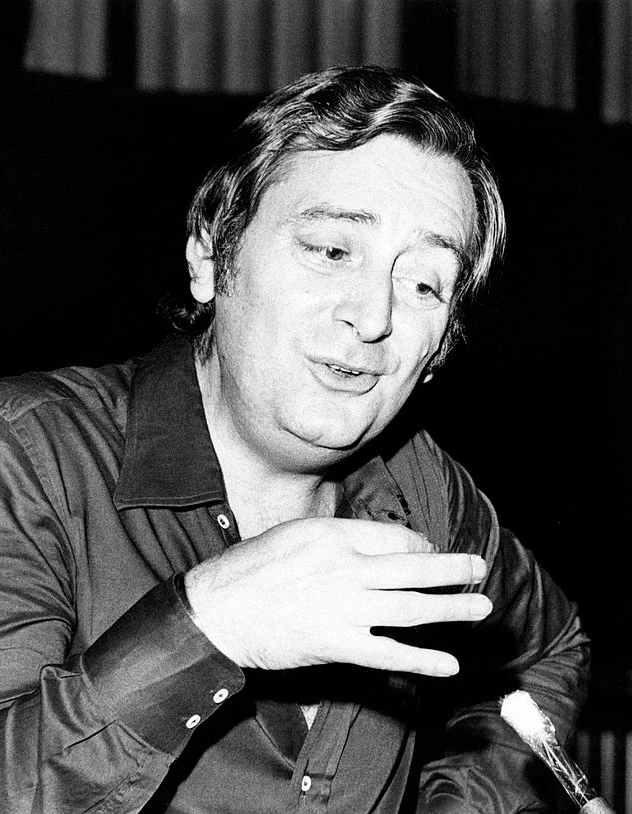
Enrico Simonetti

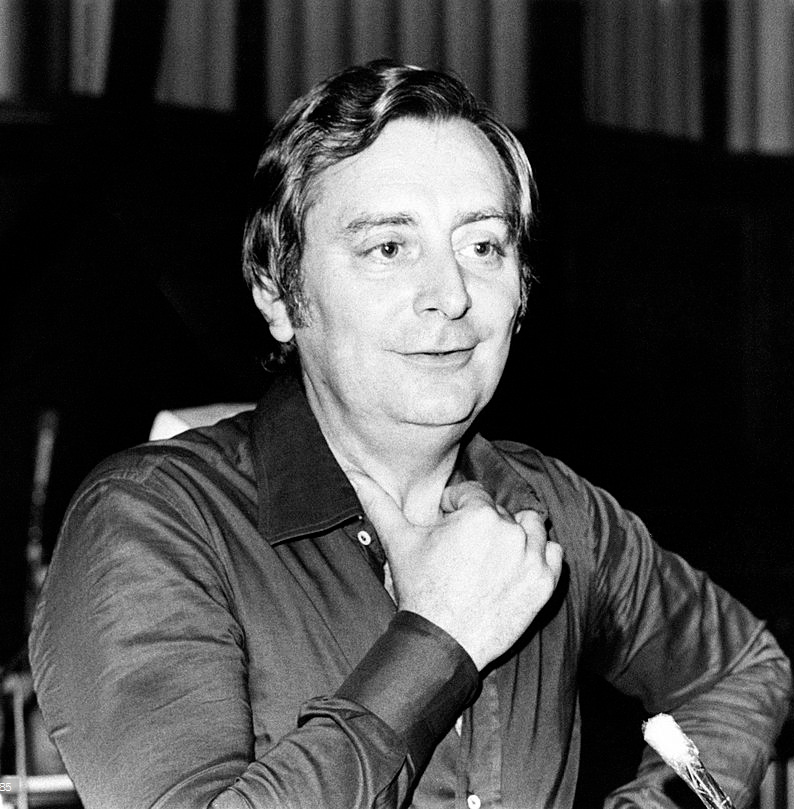
Enrico Simonetti

### Troféu Roquette Pinto
| Ano  | Categoria        | Indicação        | Resultado |
| ---- | ---------------- | ---------------- | --------- |
| 1963 | Melhor Orquestra | Enrico Simonetti | Venceu    |